# Til Schweiger
Tilman Schweiger, dit Til Schweiger (prononcé : /tɪl ˈʃvaɪɡɐ/), est un acteur, réalisateur, scénariste et producteur allemand né le 19 décembre 1963 à Fribourg-en-Brisgau (Allemagne).

## Biographie
Tilman Valentin Schweiger grandit à Giessen et à Heuchelheim. Après le lycée, il est envoyé aux Pays-Bas pour son service militaire, mais il devient objecteur de conscience et effectue son service civil dans un hôpital. Il entame ensuite des études : il commence des études en germanistique qu'il interrompt pour s'orienter vers un cursus en médecine, qu'il abandonne également par la suite.
En 1986, Til Schweiger commence une formation d'acteur à l'École d'art dramatique Der Keller de Cologne. Il obtient son diplôme trois ans plus tard et intègre le théâtre Contra-Kreis à Bonn, en 1989.

## Carrière
Til Schweiger commence sa carrière en tant que doublure puis est révélé sur le petit écran dans la série Lindenstraße où il interprète Jo Zenker de 1990 à 1992.
En 1991, il joue Bertie, son premier rôle majeur au cinéma dans la comédie Manta, Manta.
Til Schweiger remporte en 1993 le prix du meilleur jeune espoir masculin pour son interprétation d'un boxeur dans la comédie Ebbies Bluff.
Il obtient ensuite le premier rôle dans la comédie populaire Les Nouveaux Mecs. Ce film détient le plus grand nombre d'entrées en Allemagne au cours de l'année 1994.
De 1994 à 1996, il tourne dans les deux premières saisons de la série Commissaire Léa Sommer.
En 1997, il incarne Martin Brest dans le film d'action Paradis express. L'année suivante, il reçoit pour ce film la récompense allemande Goldene Kamera du meilleur acteur.
Il tourne ensuite dans des productions telles que Lara Croft : Tomb Raider, le berceau de la vie et Le Roi Arthur.
En 2004, il incarne Lucky Luke aux côtés d'Éric et Ramzy dans la comédie française Les Dalton.
Til Schweiger réalise parallèlement plusieurs longs métrages tels que Barfuss (2005), ou encore Keinohrhasen (2007).
En 2009, il interprète Hugo Stiglitz dans le film Inglourious Basterds réalisé par Quentin Tarantino.
Depuis 2013, Schweiger produit également des publicités avec ses filles, (VHV-Groupe, Watchever).
En 2014, il réalise la comédie dramatique Honig im Kopf (Head Full of Honey) qui rencontre un succès en Allemagne. En 2018, un remake américain est prévu pour ce film.

## Filmographie

### Comme acteur

#### Cinéma
- 1991 : Manta, Manta de Wolfgang Büld : Bertie
- 1993 : Ebbies Bluff de Claude-Oliver Rudolph : Rudy
- 1994 : ABS serienmäßig - Kondome schützen (court métrage) de Britta Olivia Götz : l'homme
- 1994 : Les Nouveaux Mecs (Der bewegte Mann) de Sönke Wortmann : Axel Feldheim
- 1995 : Bunte Hunde de Lars Becker : Pepe
- 1996 : Männerpension de Detlev Buck : Steinbock
- 1996 : Das Superweib de Sönke Wortmann : Hajo Heiermann
- 1997 : Paradis express (Knockin' on Heaven's Door) de Thomas Jahn : Martin Brest
- 1997 : Brute (Bandyta) de Maciej Dejczer : Brute
- 1998 : Un tueur pour cible (The Replacement Killers) d'Antoine Fuqua : Ryker
- 1998 : Judas Kiss de Sebastian Gutierrez : Ruben Rubenbauer
- 1998 : SLC Punk! de James Merendino : Mark
- 1998 : Der Eisbär de lui-même : Leomagi
- 1999 : Bang Boom Bang de Peter Thorwarth : Brown
- 1999 : Der grosse Bagarozy de Bernd Eichinger : Stanislaus Nagy
- 2000 : Magicians de James Merendino : Max
- 2000 : Jetzt oder nie - Zeit ist Geld de Lars Büchel : Krämer, l'araignée
- 2001 : Driven de Renny Harlin : Beau Brandenburg
- 2001 : Retour de flammes (Was tun, wenn's brennt?) de Gregor Schnitzler : Tim
- 2002 : Investigating Sex d'Alan Rudolph : Monty
- 2003 : Lara Croft : Tomb Raider, le berceau de la vie (Lara Croft Tomb Raider: The Cradle of Life) de Jan de Bont : Sean
- 2004 : Entre les mains de l'ennemi (In Enemy Hands) de Tony Giglio : Capitaine de vaisseau Jonas Herdt
- 2004 : Le Roi Arthur (King Arthur) d'Antoine Fuqua : Cynric
- 2004 : Space Movie ((T)Raumschiff Surprise - Periode 1) de Michael Herbig : Rock Fertig Aus
- 2004 : Une famille allemande (Agnes und seine Brüder) d'Oskar Roehler : l'ami à la bibliothèque
- 2004 : Les Dalton de Philippe Haïm : Lucky Luke
- 2005 : Barfuss de lui-même : Nick Keller
- 2005 : Gigolo malgré lui (Deuce Bigalow: European Gigolo) de Mike Bigelow : Heinz Hummer
- 2006 : Bye Bye Harry! de Robert Young : Gantcho
- 2006 : Le Voyage à Panama (Oh, wie schön ist Panama) de Martin Otevrel : Petit Tigre (voix)
- 2006 : One Way de Reto Salimbeni : Eddie Shneider
- 2006 : Wo ist Fred? d'Anno Saul : Fred Krüppers
- 2007 : Video Kings de Daniel Acht et Ali Eckert : Capitaine Red
- 2007 : Protection rapprochée (Body Armour) de Gerry Lively : John Ridley
- 2007 : Keinohrhasen de lui-même : Ludo Dekker
- 2007 : Déjà mort (Already Dead) de Joe Otting : L'Homme
- 2008 : Baron Rouge (Der rote Baron) de Nikolai Müllerschön : Werner Voss
- 2008 : Far Cry d'Uwe Boll : Jack Carver
- 2008 : 1 1/2 Ritter - Auf der Suche nach der hinreißenden Herzelinde de lui-même : Ritter Lanze
- 2009 : Phantomschmerz de Matthias Emcke : Marc Sumner
- 2009 : Inglourious Basterds de Quentin Tarantino : Sergent Hugo Stiglitz
- 2009 : Revista Rossa de Lars Dreyer-Winkelmann : Thanks
- 2009 : Männerherzen de Simon Verhoeven : Jerome Ades
- 2009 : Rabbit Without Ears 2 (Zweiohrküken) de lui-même : Ludo Dekker
- 2011 : Coq au vin (Kokowääh) de lui-même : Henry
- 2011 : Les Trois Mousquetaires (The Three Musketeers) de Paul W. S. Anderson : Cagliostro
- 2011 : Männerherzen... und die ganz ganz große Liebe de Simon Verhoeven : Jerome
- 2011 : Happy New Year (New Year's Eve) de Garry Marshall : James Schwab
- 2012 : The Specialist (The Courier) de Hany Abu-Assad : Agent Lisby
- 2012 : Target (This Means War) de McG : Heinrich
- 2012 : Un témoin pour cible (Schutzengel) de lui-même : Max Fischer
- 2013 : Charlie Countryman (The Necessary Death of Charlie Countryman) de Fredrik Bond : Darko
- 2013 : Mission Istanbul ou L'Ombre de la loi de Christian Alvart : Nick Tschiller
- 2014 : Honig im Kopf de lui-même : Niko Rosenbach
- 2014 : L'Ombre de la loi 2 : le retour de Nick Tschiller de Christian Alvart : Nick Tschiller
- 2016 : Braquage à l'allemande (Vier gegen die Bank) de Wolfgang Petersen : Chris
- 2017 : Atomic Blonde de David Leitch : l’horloger
- 2017 : Bullyparade : Der Film de Michael Herbig : le shérif
- 2018 : Hot Dog de Torsten Künstler : Luke Steiner
- 2018 : Klassentreffen 1.0 de lui-même : Thomas
- 2018 : Du miel plein la tête (Head Full of Honey) de lui-même : Kellner, le serveur à Londres
- 2020 : Die Hochzeit de lui-même : Thomas
- 2020 : Reste avec moi (Gott, du kannst ein Arsch sein) d'André Erkau : Frank Pape, le père de Steffi
- 2021 : Die Rettung der uns bekannten Welt de lui-même : Hardy
- 2022 : Medieval de Petr Jákl : Rosenberg
- 2022 : Lieber Kurt de lui-même : Kurt
- 2023 : Manta, Manta, Ewoter Teil de lui-même : Bertie
- 2023 : Das Beste kommt noch ! de lui-même : Felix
- 2024 : Le Ministère de la Sale Guerre (The Ministry of Ungentlemanly Warfare) de Guy Ritchie : Heinrich Luhr
- 2024 : Hollywood Heist de Mike Hatton

#### Télévision
- 1990-1992 : Lindenstraße (série télévisée : 37 épisodes) : Abe
- 1994 : Lemgo (téléfilm) : Jan Peters
- 1994-1996 : Commissaire Léa Sommer (Die Kommissarin) (série télévisée : saisons 1 et 2) : Nick Siegel
- 1995 : Polizeiruf 110 (série télévisée : 1 épisode) : Martin Markward
- 1996 : Adrénaline (Adrenalin) (téléfilm) : Stefan Renner
- 1996 : Das Mädchen Rosemarie (téléfilm) : Nadler
- 1996 : Die Halbstarken (téléfilm) : Freddy
- 2002 : Joe et Max (en) (Joe and Max) (téléfilm) : Abe
- 2005 : Tramitz and Friends (série télévisée : 1 épisode) : Kellner
- 2007 : Pastewka (série télévisée : 1 épisode) : lui-même
- 2010 : Wir müssen reden! (série télévisée : 1 épisode) : lui-même
- 2011 : Das Traumschiff (série télévisée : 1 épisode) : Menuespezialist
- 2013-2020 : Tatort (série télévisée), 6 épisodes : Niklas "Nick" Tschiller

### Comme réalisateur
- 1998 : Der Eisbär (de)
- 2001 : Auf Herz und Nieren (non crédité)
- 2005 : Barfuss
- 2007 : Keinohrhasen
- 2008 : 1½ Ritter (de) (1½ Ritter – Auf der Suche nach der hinreißenden Herzelinde)
- 2009 : Rabbit Without Ears 2 (de) (Zweiohrküken)
- 2011 : Coq au vin (Kokowääh)
- 2012 : Un témoin pour cible (Schutzengel)
- 2013 : Coq au vin 2 (de) (Kokowääh 2)
- 2014 : Honig im Kopf
- 2017 : Conni und Co 2 (de) (Conni & Co 2 – Das Geheimnis des T-Rex)
- 2018 : Klassentreffen 1.0 (de)
- 2018 : Du miel plein la tête (Head Full of Honey)
- 2019 : Berlin, I Love You, segment
- 2020 : Die Hochzeit (de)
- 2021 : Die Rettung der uns bekannten Welt (de)
- 2022 : Lieber Kurt (de)
- 2023 : Manta Manta 2 (de) (Manta Manta – Zwoter Teil)
- 2023 : Das Beste kommt noch !

### Comme scénariste
- 1997 : Paradis express (Knockin' on Heaven's Door) de Thomas Jahn
- 2005 : Barfuss de lui-même
- 2007 : Keinohrhasen de lui-même
- 2007 : Heaven's Door (histoire)
- 2009 : Rabbit Without Ears 2 (Zweiohrküken (de)) de lui-même
- 2011 : Coq au vin (Kokowääh)
- 2014 : Honig im Kopf de lui-même
- 2018 : Du miel plein la tête (Head Full of Honey) de lui-même

### Comme producteur
- 1997 : Paradis express (Knockin' on Heaven's Door)
- 1998 : Der Eisbär
- 2000 : Jetzt oder nie - Zeit ist Geld
- 2001 : Auf Herz und Nieren
- 2004 : Erbsen auf halb 6
- 2005 : Barfuss
- 2006 : One Way
- 2007 : Keinohrhasen
- 2008 : 1 1/2 Ritter - Auf der Suche nach der hinreißenden Herzelinde
- 2009 : Phantomschmerz
- 2009 : Fleur du désert (Desert Flower)
- 2009 : Zweiohrküken
- 2011 : Coq au vin (Kokowääh)
- 2014 : Honig im Kopf
- 2018 : Du miel plein la tête (Head Full of Honey)
- 2020 : Schweinsteiger Memories: Von Anfang bis Legende

## Voix françaises
| - Cédric Dumond dans : - Driven - Les Dalton - David Krüger dans : - U-Boat : Entre les mains de l'ennemi - Already Dead (en) - Arnaud Arbessier dans : - Happy New Year - Du miel plein la tête - Jochen Hägele (en) dans : - Atomic Blonde - Le Ministère de la Sale Guerre | Et aussi - Jean-Philippe Puymartin dans Les Nouveaux Mecs - Stefan Godin dans Paradis express - Pascal Germain dans Judas Kiss - Boris Rehlinger dans Lara Croft : Tomb Raider, le berceau de la vie - Philippe Vincent dans Le Roi Arthur - Charles Borg dans Space Movie : La Menace fantoche - Jean-Michel Vovk dans Baron Rouge - Axel Kiener dans The Specialist - Christophe Peyroux dans Opération Muppets |